# Kaltenborn (Niedergörsdorf)
Kaltenborn ist ein Ortsteil der Gemeinde Niedergörsdorf im Landkreis Teltow-Fläming des Bundeslandes Brandenburg.

## Lage
Das Dorf liegt westlich des Gemeindezentrums. Nördlich befindet sich der weitere Gemeindeteil Malterhausen, südlich der Ortsteil Wölmsdorf und westlich die Ortsteile Eckmannsdorf und Dalichow. Der überwiegende Teil der Gemarkung wird landwirtschaftlich genutzt. Die Wohnbebauung konzentriert sich um die Landstraße 812, die von Nordwesten kommend in südöstlicher Richtung durch den Ort führt.

## Geschichte

### 13. bis 16. Jahrhundert

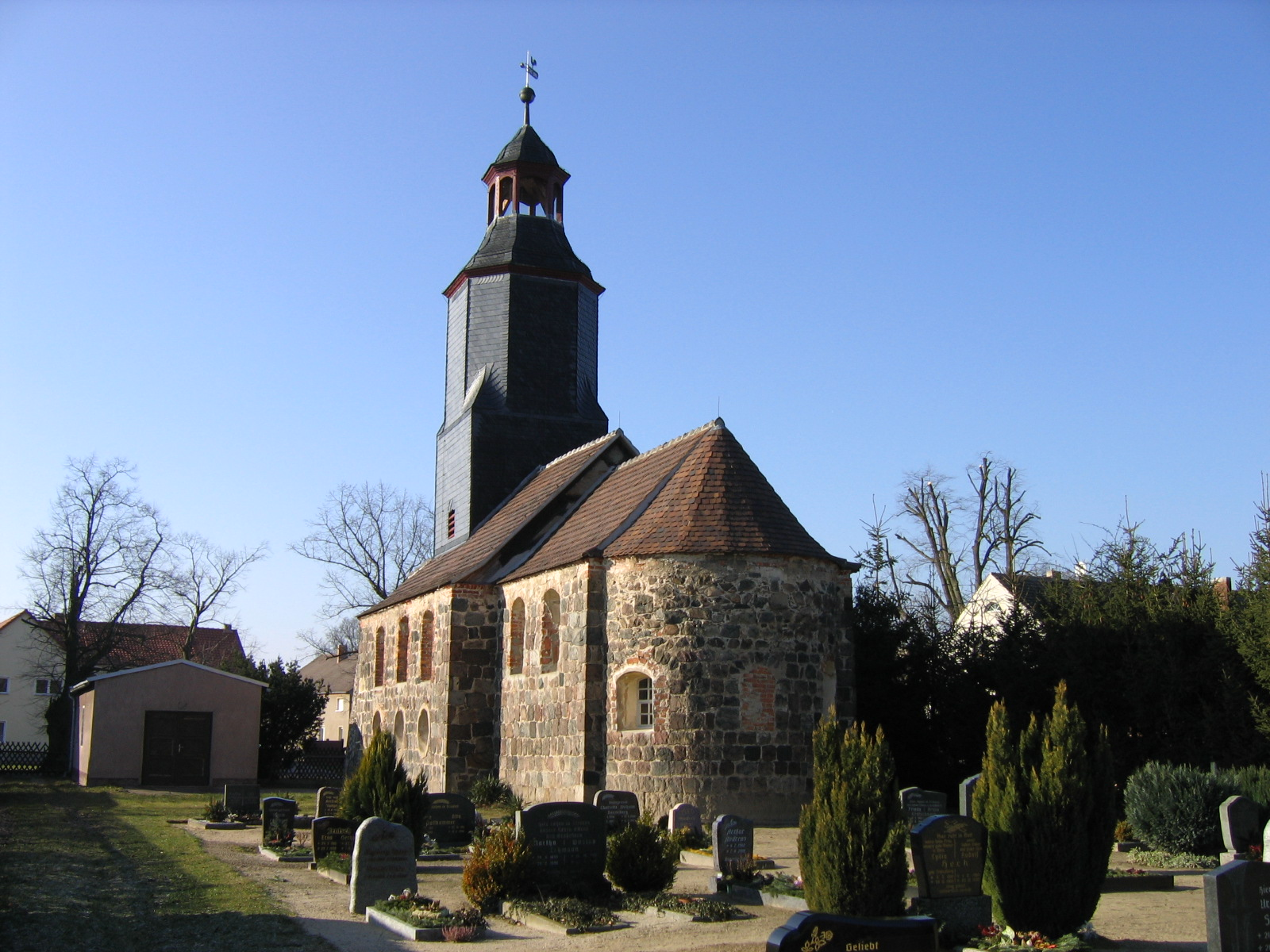
Dorfkirche Kaltenborn

Bei archäologischen Untersuchungen konnte eine Graben-Wall-Anlage sichergestellt werden, die um das Dorf herumführte, rund 1,5 bis 2 m hoch und slawischen Ursprungs war. Die erste urkundliche Erwähnung des Dorfes villam Kaldenburnen datierte auf das Jahr 1225. Das Dorf (villa) war zu dieser Zeit 28 Hufen groß. Ein Anteil gehörte bis 1225/1231 der Familie von Tuchheim, die das Dorf mit 22 Wispel Korn, Geldhebungen und dem Kirchenpatronat hielt. Dies ist auch gleichzeitig ein weiterer Nachweis für die Dorfkirche, die in der ersten Hälfte des 13. Jahrhunderts entstand. Weitere sechs Hufen gehörten bis 1225/1231 dem Domkapitel Magdeburg, die es an die von Tuchheim weiterverliehen. Dieser Anteil wurde 1225/1231 mit dem ersten Anteil vereinigt. Im Jahr 1231 erschien es das Dorf als villam Caldenbornen, vier Jahre später als ville nostre in Kalenborne. Es gelangte nach 1235 bis 1321/1331 an das Kloster Zinna mit Ober- und Untergerichtsbarkeit sowie dem Kirchenpatronat und von dort von 1321/1331 bis 1570/1594 an die Zisterzienserinnenabtei Jüterbog (villam Caldenborne in territorio Juterbocensi). In dieser Zeit erschien im Jahr 1340 auch die Schreibweise Petrus Kaldenborn und 1534 die Schreibweise Kaldenbornhe. Ein Einwohner musste seine Hebungen bis 1464 an die Familie von Aken zu Berlin leisten. Diese Abgaben erhielt von 1464 bis 1467 die Familie von der Zauche, danach der Bürger Wilmersdorf aus Jüterbog. Sie erhielten je vier Scheffel Roggen und vier Scheffel Hafer (1464), bevor auch diese Abgaben später an den Landesherren bzw. das Amt gingen. Die Bewohner zahlten im Jahr 1516 insgesamt 8 Rheinische Gulden (fl) zur Steuer; 1534 waren es 8 fl 4 1⁄2 Groschen (gr) zum 50. Pfennig. Im Jahr 1562 lebten auf der Gemarkung acht Hauswirte. Bei einer Visitation der Kirchen und Klöster im Erzstift Magdeburg wurden im genannten Jahr außerdem zwei Pfarrhufen festgestellt. Der Pfarrer erhielt außerdem die 30. Mandel vom Getreidezehnten, die 30. Mandel von den Höfen, die Hälfte der Hufen sowie des Zehnten auf der Heinsdorfer Mark (=Heinrichsdorf) und ein Rauchhuhn von jedem Hufner und Kossäten. Die Kirche besaß zu dieser Zeit zwei Morgen (Mg) auf der Malterhausenschen Feldmark, die mit drei Scheffel Roggen besät wurden. Außerdem besaß sie drei weitere Morgen Acker zwischen Kaltenborn und Malterhausen, drei weitere Morgen zwischen Malterhausen und der Heinsdorfer Mark sowie ein Stück Land von Malterhausen. Der Küster erhielt 30 Scheffel Korn und 22 Brote von den Hufnern aus Kaltenborn sowie Ostereier aus beiden Dörfern. Im Jahr 1568 erschien erstmals ein Schulze, der zwei freie Hufen auf der wüsten Feldmark Malterhausen bewirtschaftete. Nach dem Niedergang des Klosters übernahm im Jahr 1570/1595 das Amt Jüterbog das Dorf. Bei einer erneuten Kirchen-, Schul- und Hospitalien-Visitation im Erzstift Magdeburg im Jahr 1584 wurden neben dem Pfarrer erneut acht Hauswirte gezählt. Die Abgaben betrugen zwei Jahre später laut Erbbuch des Amtes Zinna 4 Taler 1 gr 8 d zum 70. Pfenning.

### 17. Jahrhundert
Um 1600 lebten im Dorf ausweislich eines Vortzeichnüß der Ämbter, Clöster, Gerichtsjunkern unnd Dorfer im Erzstift Magdeburg insgesamt acht Hauswirte; 1606 waren es sechs Hufner und zwei Kossäten; drei Jahre später war von acht „Untertanen“ die Rede. Vor dem Dreißigjährigen Krieg lebten in Kaltenborn um 1625 neben fünf Hufnern ein Halbhufner und zwei Kossäten; 1638 waren es lediglich noch drei Untertanen. Im Jahr 1648 war die Gemarkung 30 Hufen groß; hinzu kamen acht wüste Hufen zu Malterhausen. Das Schulzengut mit zwei freien Lehn- und fünf Pachthufen war unbesetzt. Von den vier Fünfdorfhufnern war ein Hof unbesetzt, einer arbeitete als Müller und ein weiterer Bauer besaß eine wüste Hufe in Malterhausen. Der Zweidorfhufner besaß drei wüste Hufen in Malterhausen, während von den zwei Kossätenhöfen einer wüst lag und der andere eine wüste Hufe in Malterhausen besaß. Im Jahr 1661 schien das Dorfschulzengut wieder besetzt zu sein. Weiterhin erschienen vier Fünfdorfhufner, ein Zweidorfhufner und zwei Kossäten. Drei Jahre später hatte sich die Struktur nicht wesentlich verändert: Es gab das Lehnschulzengut, vier Vollspänner einen Halbspänner und zwei Dienstkossäten. Im Dorf lebten demnach acht Familien; ebenso ausweislich eines Untertanenverzeichnisses im Jahr 1699. Seit 1663 gehörte das Dorf zu Sachsen-Weißenfels.

### 18. Jahrhundert
Die Individual-Specification und Schatz oder Würdigung derer sambtlichen unterm Fürstl. Sachßen Querfurischen Ambte Jüterbog befindlichen contribuablen Grund Stücken aus dem Jahr 1704 verzeichnete die Anzahl der Hüfner und Kossäten sowie deren Aussaatmenge des Hofes und weiterer Ackerstücke. Demzufolge lebten in Kaltenborn der Lehnschulze, dem sieben Hufen zur Verfügung standen, vier Fünfhufner, ein Zweihufner und ein Kossät, die 12 Metzen Aussaat ausbrachten. Der Kossätenhof kam auf 1 1⁄2 Scheffel Aussaat und besaß einen weiteren Hof mit 2 Scheffel Aussaat. Dem Häusler gehörte die Windmühle und ein Stück Acker. Die Gemarkung war ausweislich der Erbhuldigung welche Herr Christian Herzog von den Amtsuntertanen einnehmen laßen im Jahr 1714 insgesamt 30 Hufen groß. Ein Dokument aus dem Jahr 1721 führte die Aussaatmengen und Wiesenanteile auf. In Kaltenborn lebten demnach neun „Mann“: der Lehn- und Gerichtsschulze, fünf Bauern oder Anspänner, zwei Kossäten sowie der Häusler und Windmüller. Dem Lehn- und Gerichtsschulzen standen zwei freie und fünf Pachthufen zur Verfügung. Es gab weiterhin vier Fünfhufner, einen Zweihufner sowie einen Kossäten mit Hof und 12 Metzen Aussaat. Er besaß eine Hufe sowie einen kleinen Garten am Haus. Ein weiterer Kossät mit Hof kam auf ein Scheffel Aussaat und zwei Scheffel auf einem Seegarten, den er zusätzlich besaß. Der Häusler und Windmüller besaß neben der Windmühle ein Wohnhaus, zwei Stücke Acker mit je 1 1⁄4 Scheffel Aussaat. Außerdem stand in Kaltenborn ein gemeinschaftlich genutztes Hirtenhaus „nebst etwas wenigem Garten“. In den folgenden Jahrzehnten änderte sich im Dorf nur wenig: Im Jahr 1746 waren es erneut sechs Hufner, darunter der Schulze, zwei Kossäten und zwei Häusler, die eine 30 Hufen große Gemarkung bearbeiteten (1747). Im Jahr 1760 erschienen zehn Feuerstellen (=Haushalte) sowie der Lehnschulze mit zwei Lehnhufen sowie vier Vollhufner, die jeder fünf Hufen bewirtschafteten. Die Specification der Häuser und angesessenen Einwohner der Ämter Dahme und Jüterbog von 1777 führte für Kaltenborn fünf Hufner und Vollspänner auf, darunter den Lehnschulzen. Es gab einen Halbspänner und einen Ganzkossäten sowie einen Mittelkossäten und zwei Häusler. Kaltenborn bestand nach wie vor aus zehn Haushalten sowie zwei gemeinschaftlich genutzten Hirtenhäusern.

### 19. Jahrhundert
Im Jahr 1800 gab es nach Leonhardi im Dorf sechs Anspänner, zwei Kossäten und zwei Häusler. Sie hielten 20 Pferde, 28 Kühe und 314 Schafe. Einen detaillierten Einblick gab Register Allgemeine Personensteuer auf Bartholomai 1812 vom Querfurter Landtag in Dresden 1811 bewilligt. Es nannte alle ortsanwesenden Personen für Kaltenborn, in Summe 15 Steuerpflichtige: den Pastor mit Knecht, Magd und Gänsemädel, den Schullehrer, der auch als Schneider arbeitete, den Schulzen mit drei Kindern sowie vier Hufner. Zwei von ihnen beschäftigten je einen Knecht und eine Magd, einer hatte zwei Kinder, einer einen Sohn und eine Magd. Es gab eine Witwe, einen Halbhufner, einen Windmüller, einen Kossäten, zwei Häusler einen Tagelöhner und einen Zimmergesellen. Im Zuge des Wiener Kongresses kam Kaltenborn zu Preußen. Es gab im Jahr 1815 einen Windmüller und einen Zimmermeister. Die Gemarkung bestand aus 5 3⁄4 ordentlichen und 1 25⁄32 außerordentlichen Magazinhufen, d. h. in Summe aus 7 17⁄32 Hufen. Im Jahr 1817 zählte eine Statistik elf Eigentümer auf; 1837 lebten im Dorf ein Hutmacher, ein Schankwirt, ein männlicher Dienstbote, fünf weibliche Dienstboten und ein Schankwirt. In Kaltenborn standen zu dieser Zeit 13 Wohnhäuser. Das Ortschaftsverzeichnis von 1858 führte vier öffentliche, 16 Wohn- und 44 Wirtschaftsgebäude auf, darunter eine Getreidemühle. Die Gemarkung war 1668 Morgen (Mg) groß: 6 Mg Gehöfte und 1662 Mg Acker.

### 20. Jahrhundert
Aus dem Viehstands- und Obstbaumlexikon ist bekannt, dass im Jahr 1900 im Dorf 20 Häuser standen. Die Gemarkung war 434,5 Hektar groß, davon wurden fünf Hektar vom Gastwirt bewirtschaftet. Die vier Hufner besaßen 105 Hektar, 76,50 Hektar, 75,50 Hektar und 63 Hektar, der Kossät 24,25 Hektar. Es gab einen Lehrer und einen Pastor sowie einen weiteren, nicht näher spezifizierten Bewohner, der 12 Hektar bewirtschaftete. Das Gemeindelexikon aus dem Jahr 1932 führte für das Jahr 1931 einen Bestand an 24 Wohnhäusern und 29 Haushaltungen auf. Im Jahr 1939 gab es im Dorf einen land- und forstwirtschaftlichen Betrieb, der größer als 100 Hektar war. Vier weitere Betriebe waren zwischen 20 und 100 Hektar groß, sechs Betriebe zwischen 10 und 20 Hektar, drei Betriebe zwischen 5 und 10 Hektar sowie vier Betriebe zwischen 0,5 und 5 Hektar.
Nach dem Zweiten Weltkrieg wurden 129,3 Hektar enteignet: 89,2 Hektar Acker, 2,1 Hektar Gärten, 1,2 Hektar Wiese und Weide, 35,4 Hektar Wald, 0,3 Hektar Hofräume sowie 0,9 Hektar Wege und Ödland. Hiervon gingen 39,7 Hektar an sieben landlose Bauern und Landarbeiter, weitere 4,6 Hektar an vier landarme Bauern, 62,1 Hektar an neun Umsiedler, 22 Hektar Wald an das Land Brandenburg sowie 0,9 Hektar an die Gemeinde.
Im Jahr 1955 gründete sich eine LPG vom Typ III mit zunächst 8 Mitgliedern und 317 Hektar landwirtschaftlicher Nutzfläche. Sie wuchs auf 56 Mitglieder und 370 Hektar Fläche im Jahr 1960 an und wurde 1976 an die LPG Typ III Malterhausen angeschlossen. Nachdem Kaltenborn im Jahr 1931 Landgemeinde wurde und 1950 Gemeinde, kam sie im Jahr 1957 als Ortsteil nach Niedergörsdorf. Ebenfalls im Jahr 1960 gründete sich eine LPG Typ I mit neun Mitgliedern und 36 Hektar Fläche, die noch im selben Jahr an die LPG Typ III angeschlossen wurde. Im Jahr 1983 bestand die LPG Malterhausen mit der Brigade Kaltenborn.

## Bevölkerungsentwicklung

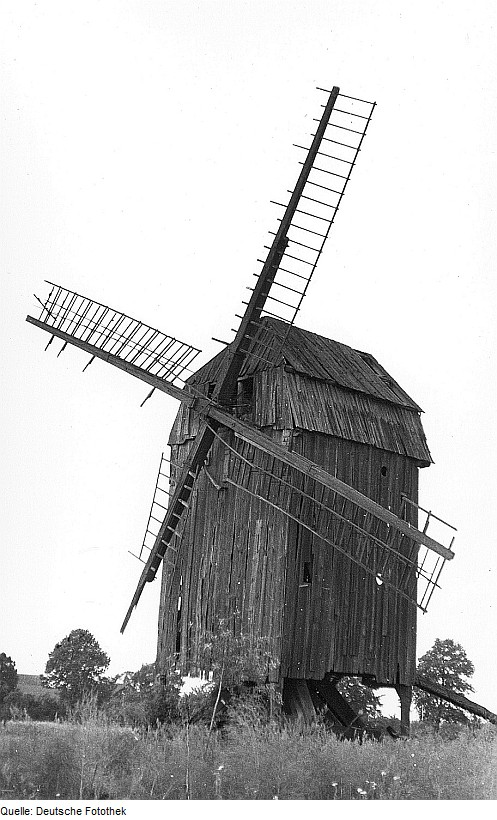
Die Kaltenborner Bockwindmühle am ursprünglichen Standort, Zustand 1972

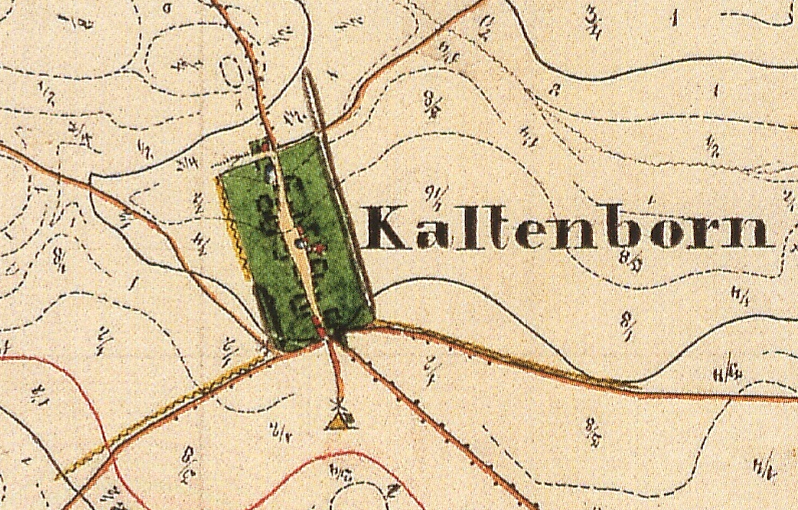
Kaltenborn auf dem Urmesstischblatt 4043 Blönsdorf von 1851, mit Standort der Kaltenborner Bockwindmühle

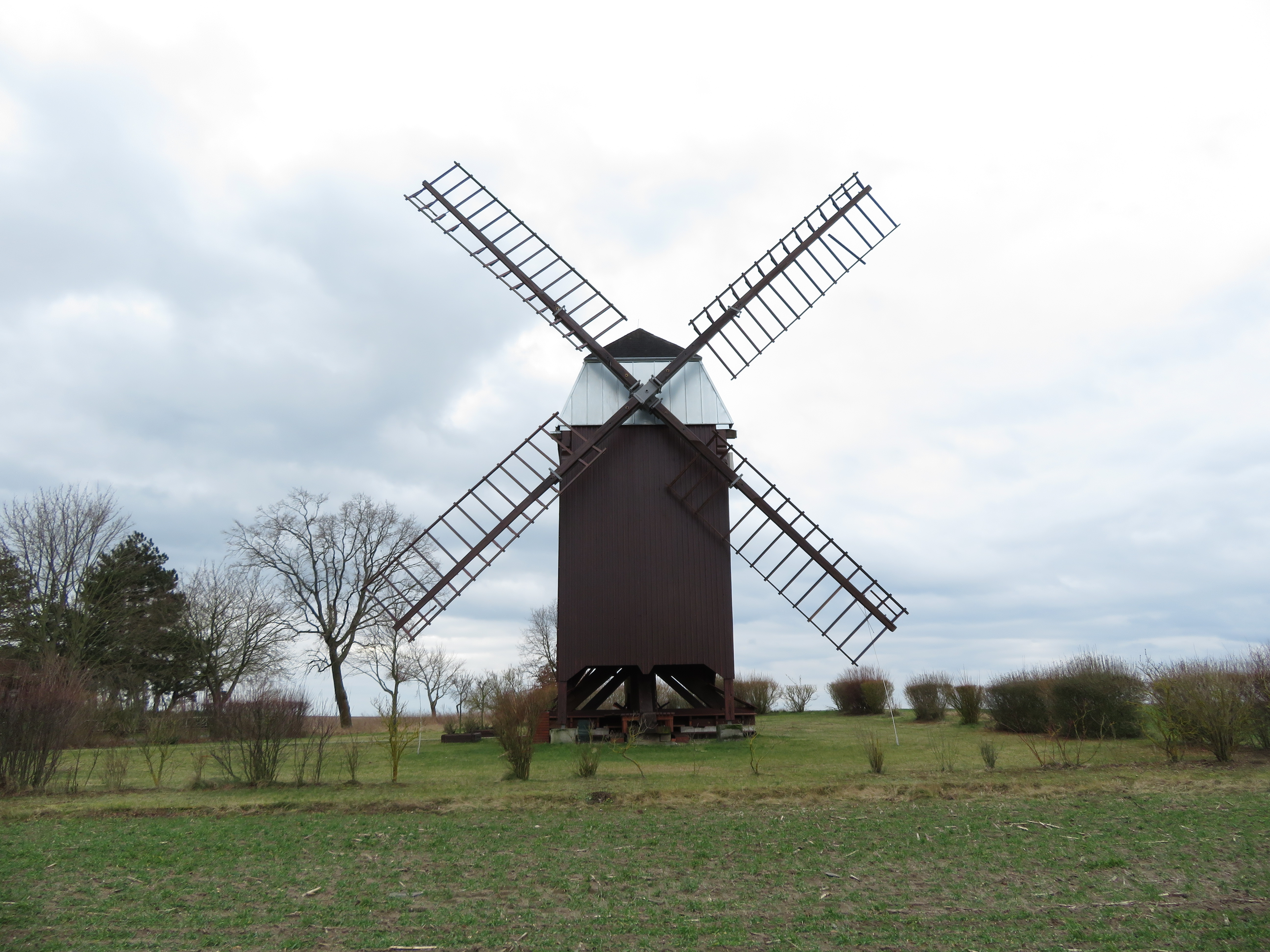
Hochzeitsmühle Dennewitz, Frontseite

| Jahr      | 1817 | 1837 | 1858 | 1871 | 1885 | 1895 | 1905 | 1925 | 1939 | 1946 |
| Einwohner | 120  | 116  | 127  | 133  | 137  | 121  | 138  | 141  | 141  | 209  |

## Die Kaltenborner Bockwindmühle
1648 ist erstmals ein Müller in Kaltenborn erwähnt. Es handelte sich dabei um einen Fünfhufenbauern, der nebenbei eine Bockwindmühle betrieb. Dieser Großbauer und Müller ist erneut 1661 erwähnt. 1704 ist die Mühle dann im Besitz eines Häusler, der zur Mühle noch ein Stück Acker hatte. Dieser Häusler und Windmüller ist 1721 wieder erwähnt. 1721 besaß er neben der Windmühle ein Wohnhaus und hatte zwei Stücke Acker, jeder Acker zu 1¼ Scheffel Aussaat. 1812 und 1815 ist der Windmüller wieder genannt. 1776 hatte der Windmüller Michael Andres Streit mit dem Kossäten Andreas Wöltgen wegen des Mühlenweges.
1828 wurde die Mühle neu errichtet. Bei einer ersten Aufnahme der technischen Denkmale in Brandenburg 1937 war sie nur noch zum Schroten in Betrieb und hatte nur Windantrieb. Wann der Mühlenbetrieb schließlich eingestellt wurde, ließ sich bisher nicht ermitteln. Als Günter Rapp 1972 eine fotografische Aufnahme der Mühle machte, war sie schon einige Jahre nicht mehr in Betrieb. 1978 schlug ein Blitz ein und löste einen Brand aus, der die Bockwindmühle stark beschädigte. 1994 erwarb die Gemeinde Dennewitz die durch den Brand beschädigte Mühle. Sie wurde ab 1996 am heutigen Standort aufgebaut und rekonstruiert. Dazu wurden auch Teile einer abgerissenen Bockwindmühle in Ilmersdorf verwendet.  Sie ist als Hochzeitsmühle Dennewitz eine Außenstelle des Standesamtes Niedergörsdorf. Etwa 20 % der Bausubstanz der Kaltenborner Bockwindmühle stecken noch in der rekonstruierten Hochzeitsmühle.

## Sehenswürdigkeiten

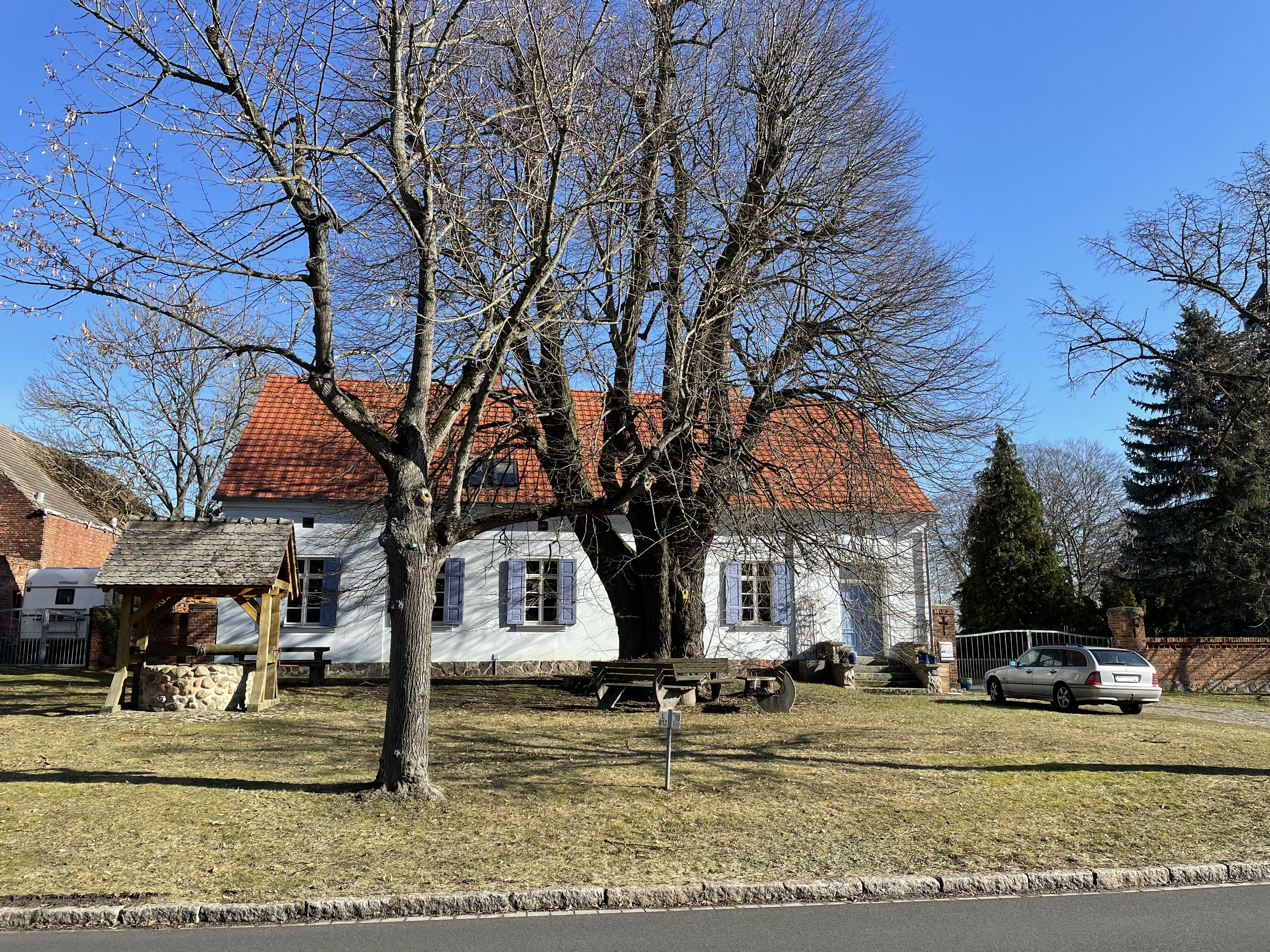
Ehemaliges Pfarrhaus mit Brunnen

- Die Dorfkirche entstand in der ersten Hälfte des 13. Jahrhunderts aus Feldsteinen. Im Innern ist ein Kanzelaltar aus dem 19. Jahrhundert sowie eine Orgel von Johann Tobias Turley.
- Neben der Kirche bauten Einwohner im Jahr 1998 symbolisch in Bezug auf den Namen Kaltenborns (altdeutsch für „kalter Brunnen“) einen Brunnen.